# Retroespalhamento de ambiente
O retroespalhamento de ambiente, também conhecido como retroespalhamento de radiofrequência (RR), utiliza sinais de radiofrequência existentes, como rádio, televisão e telefonia móvel, para transmitir dados sem bateria ou conexão à rede elétrica. Cada um desses dispositivos usa uma antena para captar um sinal existente e convertê-lo em dezenas a centenas de microwatts de eletricidade. Ele usa essa capacidade para modificar e refletir o sinal com dados codificados. As antenas de outros dispositivos, por sua vez, detectam esse sinal e podem responder de acordo.
As implementações iniciais podem se comunicar a vários metros de distância, mesmo que as torres de transmissão estejam a até 105, quilômetros de distância. As taxas de transmissão foram de 1 quilobits por segundo entre dispositivos situados 0,45 metros (1 ft 6 in) de distância interna e 0,75 metros (2 ft 6 in) separados por fora, osuficiente para lidar com mensagens de texto ou outros pequenos conjuntos de dados. Os tamanhos dos circuitos podem ser tão pequenos quanto 1 mm quadrado. A implementação posterior usa Wi-Fi, Bluetooth, rádio FM e transmissões LoRa. Existe tecnologia para estender o alcance da comunicação de retroespalhamento em até 3,4 quilômetros, consumindo 70 μW de energia na etiqueta de retroespalhamento.
Essa abordagem permitiria que dispositivos móveis e outros se comunicassem sem estarem ligados e, também, permitiria a comunicação de sensores não alimentados, permitindo-lhes funcionar em locais onde a energia externa não pode ser fornecida de forma conveniente.
Em 2021, os pesquisadores integraram o retroespalhamento de RR com Li-Fi para obter maior alcance com essa tecnologia (PassiveLiFi).